# Географія Бразилії
Бразилія — південноамериканська країна, що лежить у центрі й на сході континенту й займає майже його половину.  Загальна площа країни 8 514 877 км², 5,7 % усієї суші (5-те місце у світі), з яких на суходіл припадає 8 358 140 км², а на поверхню внутрішніх вод — 157 630 км². Площа країни трохи менша ніж площа США (9,629 млн км²) або ніж вся Європа (10,523 млн км²).

## Назва
Офіційна назва — Федеративна Республіка Бразилія, Бразилія (Republica Federativa do Brasil, Brasil). Назва країни Бразил (порт. Terra do Brasil) походить від назви сандалового дерева цезальпінії шипуватої (Caesalpinia echinata) з жовто-червоною деревиною, що використовувалася на той час в фарбуванні — «бразил», або «фернамбук». Першим Бразилію для європейців відкрив португальський мореплавець Педру Алваріш Кабрал у 1500 році, який за традицією того часу дав нововідкритій землі релігійну назву Земля Істинного Хреста (порт. Terra do Vera Cruz), яку незабаром змінили на Земля Святого Хреста (порт. Terra do Santa Cruz). Закріпленню назви Бразил сприяло і те, що в Європі з XIV століття був відомий міфічний острів Бразиль, що лежить десь в Атлантичному океані і належить до числа так званих «мандрівних» (подібно до Антильських островів, названих на честь мандрівного острова Аптилія).

## Географічне положення

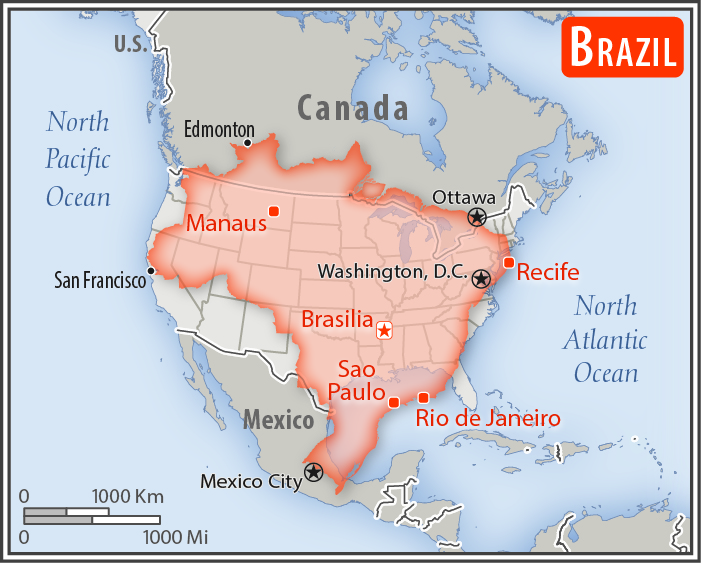
Порівняння розмірів території Бразилії та США

Бразилія — південноамериканська країна, що межує з десятьма іншими країнами: на півночі — з Гаяною (спільний кордон — 1308 км), Венесуелою (2137 км), Суринамом (515 км), Французькою Гвіаною (649 км), на північному заході — з Колумбією (1790 км), на сході — з Перу (2659 км), на південному сході — з Болівією (3403 км) і Парагваєм (1371 км), на півдні — з Аргентиною (1263 км) і Уругваєм (1050 км). Загальна довжина державного кордону — 16 145 км. Бразилія на сході омивається водами Атлантичного океану. Загальна довжина морського узбережжя 7491 км.
Згідно з Конвенцією Організації Об'єднаних Націй з морського права (UNCLOS) 1982 року, протяжність територіальних вод країни встановлено в 12 морських миль (22,2 км). Прилегла зона, що примикає до територіальних вод, в якій держава може здійснювати контроль необхідний для запобігання порушень митних, фіскальних, імміграційних або санітарних законів простягається на 24 морські милі (44,4 км) від узбережжя (стаття 33). Виключна економічна зона встановлена на відстань 200 морських миль (370,4 км) від узбережжя. Континентальний шельф — 200 морських миль (370,4 км) від узбережжя, або до континентальної брівки (стаття 76).

### Час
Час у Бразилії: UTC-3 (-5 годин різниці часу з Києвом). Літній час вводиться третьої неділі жовтня переводом годинникової стрілки на 1 годину вперед, скасовується в третю неділю лютого переводом годинникової стрілки на 1 годину назад. Континентальна Бразилія лежить у трьох годинних поясах: UTC-5; UTC-4; UTC-3; атлантичні острови Сан-Пауло, Фернандо-ді-Норонія, Триндаді лежать в годинному поясі UTC-2.

## Геологія

### Корисні копалини
Надра Бразилії багаті на ряд корисних копалин: боксити, золото, залізну руду, марганець, нікель, фосфати, платину, олово, рідкісноземельні елементи, уранові руди, нафту.

## Рельєф
Середні висоти — 320 м; найнижча точка — рівень вод Атлантичного океану (0 м); найвища точка — гора Піку-да-Небліна (2994 м).

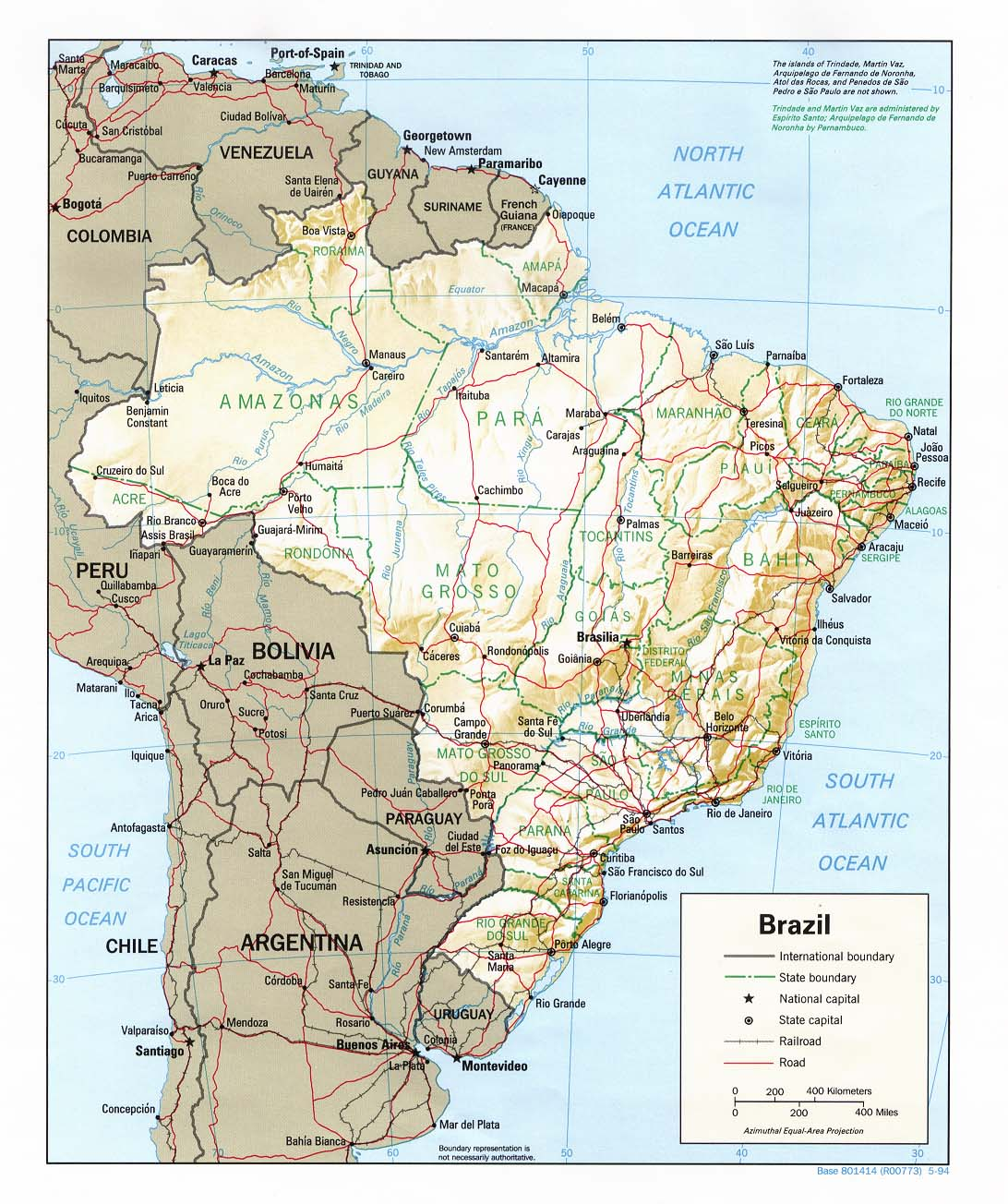
Рельєф Бразилії
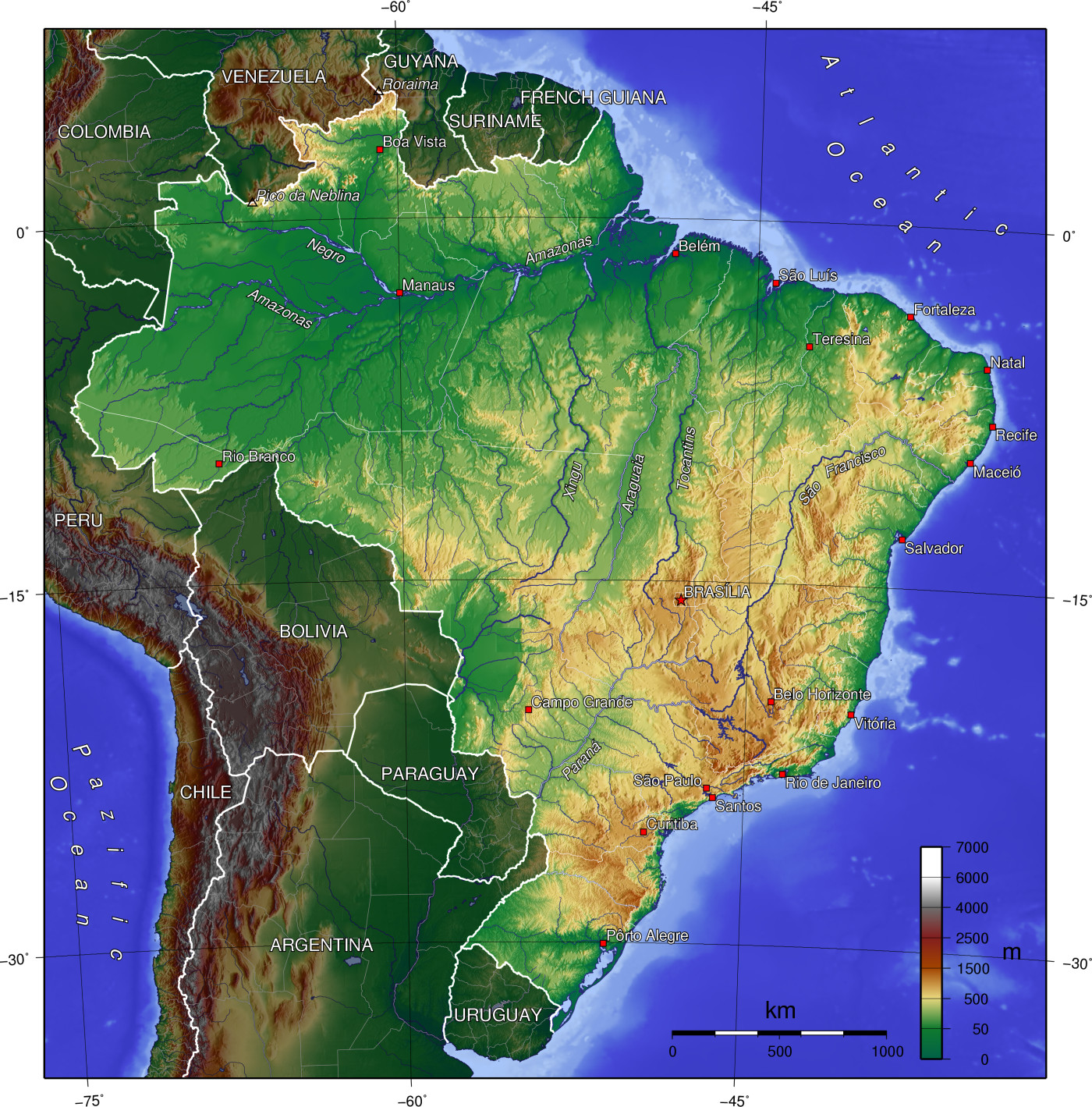
Гіпсометрична карта  Бразилії
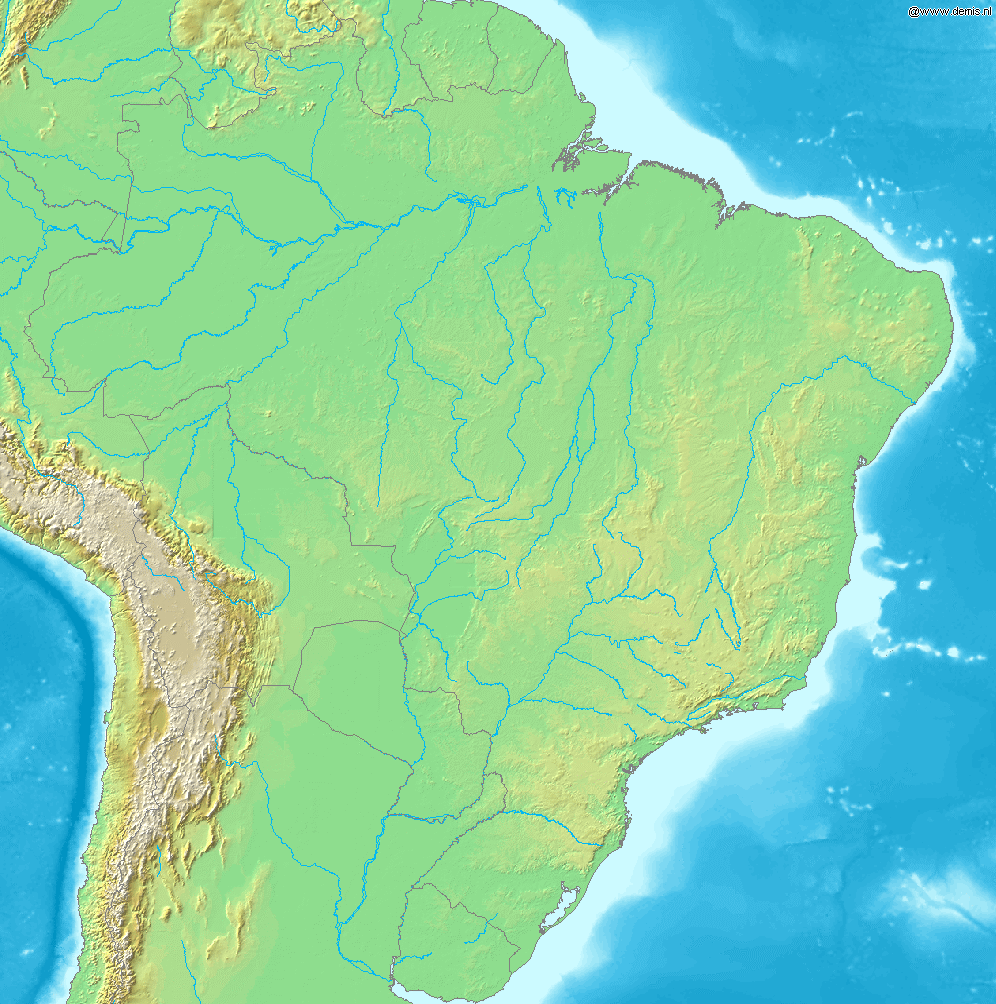
Рельєф Бразилії
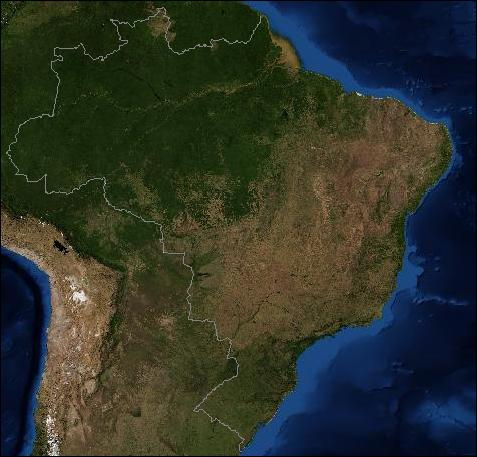
Супутниковий знімок поверхні країни

### Узбережжя
Довжина узбережжя —7 491 км. На півночі береги низинні та мілкорозчленовані бухтами — долинами річок Амазонка, Туріас, Меарін, Ітапекуру. На північному сході — вирівняні з морськими терасами і глибокою затокою Тодуз-ус-Сантус, часто облямовані кораловими рифами; на сході — скелясті, з численними інгрессійними бухтами, у тому числі Гуанабара в Ріо-де-Жанейро. На крайньому південному заході — низинні, лагунові, з великим озером-лагуною Патус. Головні біоми узбережжя — мангрові ліси та рестинга.

### Острови
Бразилія володіє архіпелагом Фернанду-ді-Норонья, розташованим на відстані 350 кілометрів на північний схід від найсхіднішої точки її континентальної частини, і декількома острівцями і атолами в Атлантичному океані, такими як: Аброльос, Атол-дас-Рокас, скелі Сан-Педру-і-Сан-Паулу, Триндад і Мартін-Ваз.

## Клімат
Територія Бразилії лежить у чотирьох кліматичних поясах, з півночі на південь: екваторіальному (середня і верхня течія Амазонки), субекваторіальному (більша частина країни), тропічному (узбережжя від Ресіфі до Тубарана) й субтропічному (на південь від річки Уругвай). Клімат Бразилії менш різноманітний, ніж її рельєф. Хоча Бразилія — тропічна країна, в ній мало районів, несприятливих для постійного мешкання — занадто спекотних, занадто вологих або з однаковими температурами.
На більшій частині території країни влітку переважають екваторіальні повітряні маси, взимку — тропічні. Влітку вітри дмуть від, а взимку до екватора. Сезонні амплітуди температури повітря незначні, зимовий період не набагато прохолодніший за літній. Зволоження достатнє, на підвітряних схилах в долині річки Сан-Франсіску відчувається дефіцит вологи. У літньо-осінній період з океану можуть надходити тропічні циклони, вдалині від моря взимку помітний сухий сезон.

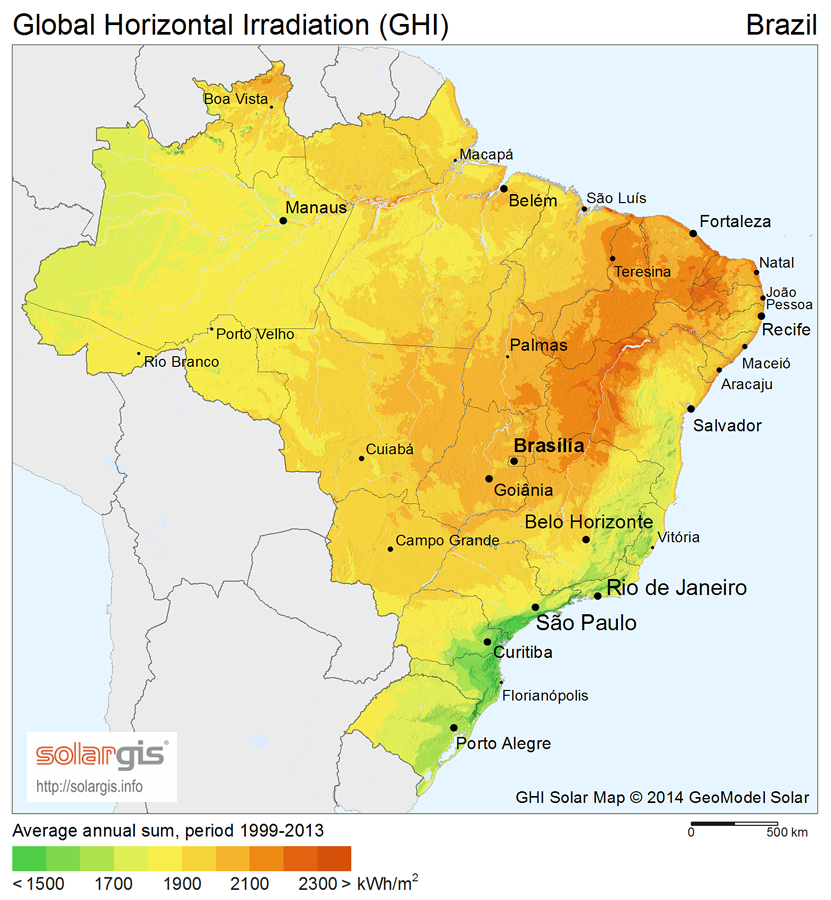
Сонячна радіація (англ.)
Кліматична карта Бразилії (за Кеппеном)
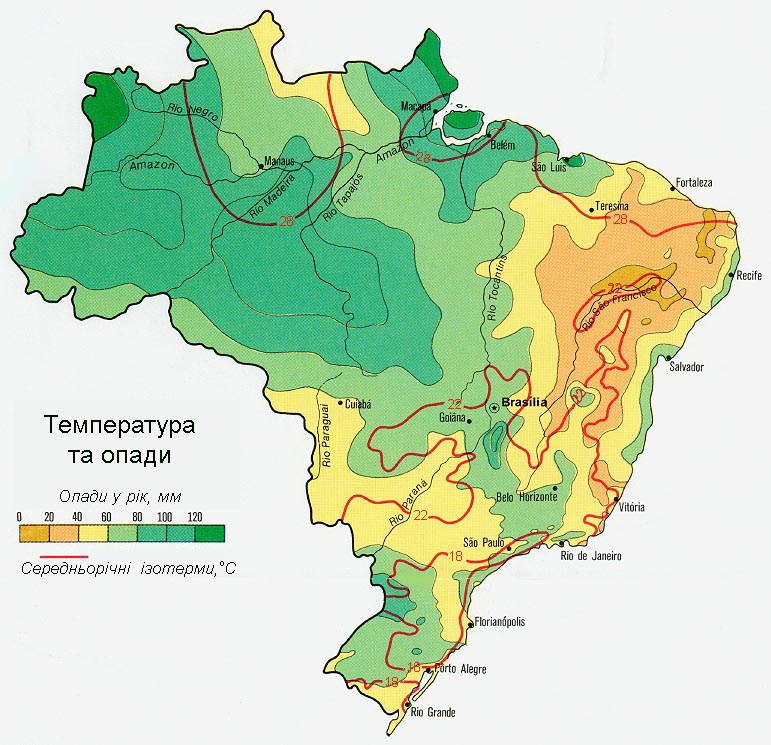
Опади та ізотерми, 1977 рік

У межах Амазонської низовини середня річна кількість опадів — 1800—2300 мм, вони випадають переважно у вигляді злив, характерна постійна висока вологість повітря. Проте тут не буває спеки. Наприклад, в Сантаремі, розташованому трохи південніше екватора, максимальна зареєстрована температура 36° С, а мінімальна 18° С. Взимку холодні повітряні маси (фріажен) часом проникають в Амазонській басейн з півдня, приносячи з собою прохолодну погоду із зливами.
На Бразильському нагір'ї літо тепле і вологе, а зими прохолодні і сухі. У цілому тут температури не такі високі, як в прибережних районах і в Амазонії, а опади випадають у формі злив тільки на великих висотах. У горах поблизу Великого уступу середні річні суми опадів перевищують 1800 мм, сезонні коливання температур різкіші: влітку до початку вологого сезону до 38 °C (при середніх значеннях 28—30 °C), середні зимові температури становлять 19—26 °C залежно від відстані до екватора. Виділяється сухий літній сезон тривалістю від 1 до 5 місяців, коли випадає менш як 50 мм опадів. У цей період дерева скидають листя, а трави стають жорсткими і втрачають кормові якості.
Найбільш посушливі крайні північно-східні райони Бразилії, що одержали назву каатинга. Там випадає найменше опадів (в середньому 500—650 мм на рік). Крім того, режим опадів різко розрізняється по роках. Так, наприклад, в період 1835—1935 більше половини років реєструвалися екстремальні відхилення в обидві сторони від вказаного діапазону. Обробіток земель в таких умовах ставить фермерів на грань банкрутства, оскільки посіви часто страждають від надмірного або недостатнього зволоження.
На північному заході цілий рік панують екваторіальні повітряні маси. Цілий рік спекотно, сезонні коливання температури незначні, значно менші за добові. Перевалюють слабкі вітри. Цілий рік надмірне зволоження, майже щодня по обіді йдуть дощі, часто зливи з грозами.
На узбережжі увесь рік панують тропічні повітряні маси. Сезонний хід температури повітря чітко відстежується. Переважають східні пасатні вітри. Зволоження цілком достатнє. У теплий сезон з океану можуть надходити шторми. На узбережжі біля Салвадору цілий рік тримаються високі температури і випадають рясні опади, але далі на південь зими стають холоднішими і дещо сухішими, хоча літні періоди залишаються спекотними і вологими. У Ріо-де-Жанейро середня температура найтеплішого місяця (лютого) — 26° С, а найхолоднішого (липня) — 20° С. Європейцям і північноамериканцям нелегко переносити такий клімат не стільки через спеку, скільки через високу відносну вологість у прибережних районах (особливо в січні).
На крайньому півдні взимку переважають помірні з циклонічною погодою. Значні сезонні амплітуди температури повітря. Рівномірний сезонний розподіл випадіння атмосферних опадів, можливе випадіння снігу. У штаті Сан-Паулу і в південних штатах Бразилії, середні температури не перевищують 14-18 °C, звичайні заморозки. Часом в горах випадає сніг, але тримається він недовго. Вторгнення холодного повітря, подібні тим, які бувають в США і Європі, ніколи не спостерігаються на півдні Бразилії, тому що антарктичні повітряні маси значно прогріваються при проходженні над теплими прибережними водами. Проте взимку при проникненні полярних повітряних мас бувають тривалі періоди хмарної сирої погоди.
Бразилія є членом Всесвітньої метеорологічної організації (WMO), в країні ведуться систематичні спостереження за погодою.

## Внутрішні води
Загальні запаси відновлюваних водних ресурсів (ґрунтові і поверхневі прісні води) становлять 8233 км³.
Станом на 2012 рік в країні налічувалось 54 тис. км² зрошуваних земель.

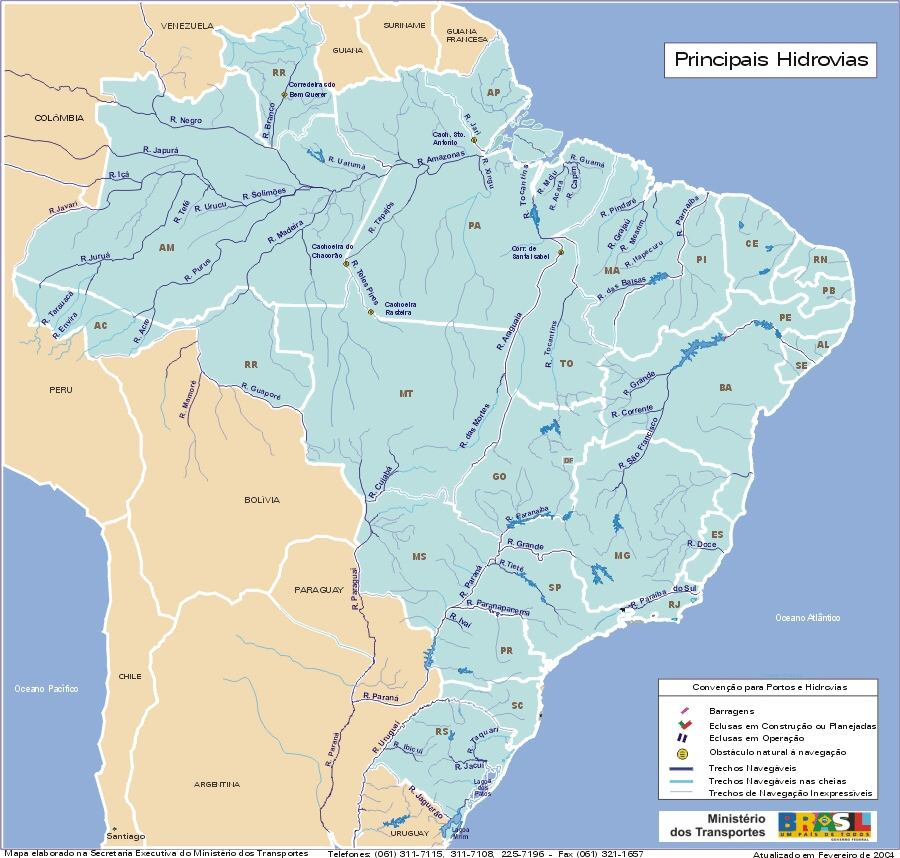
Гідрографічна мережа Бразилії (порт.)
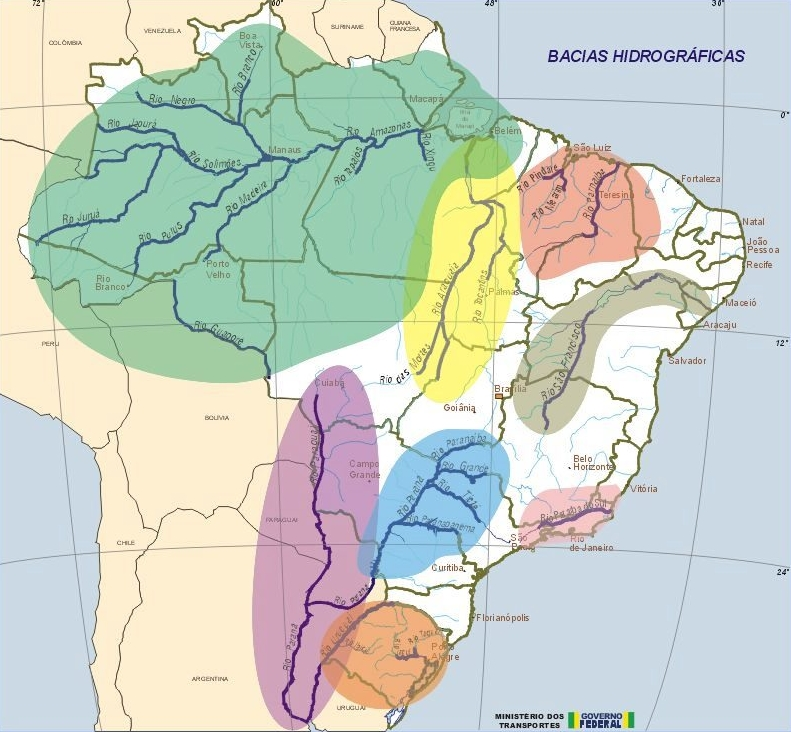
Головні річкові басейни (порт.)
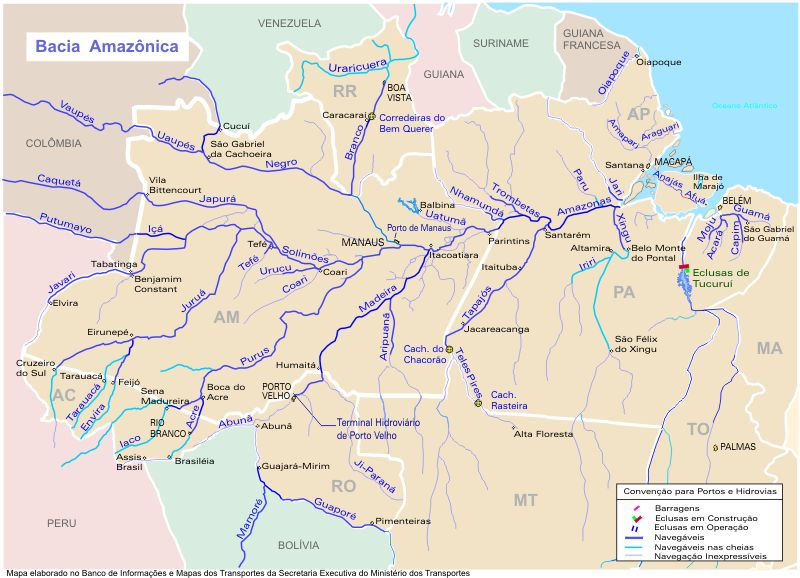
Річкова система Амазонки (порт.)
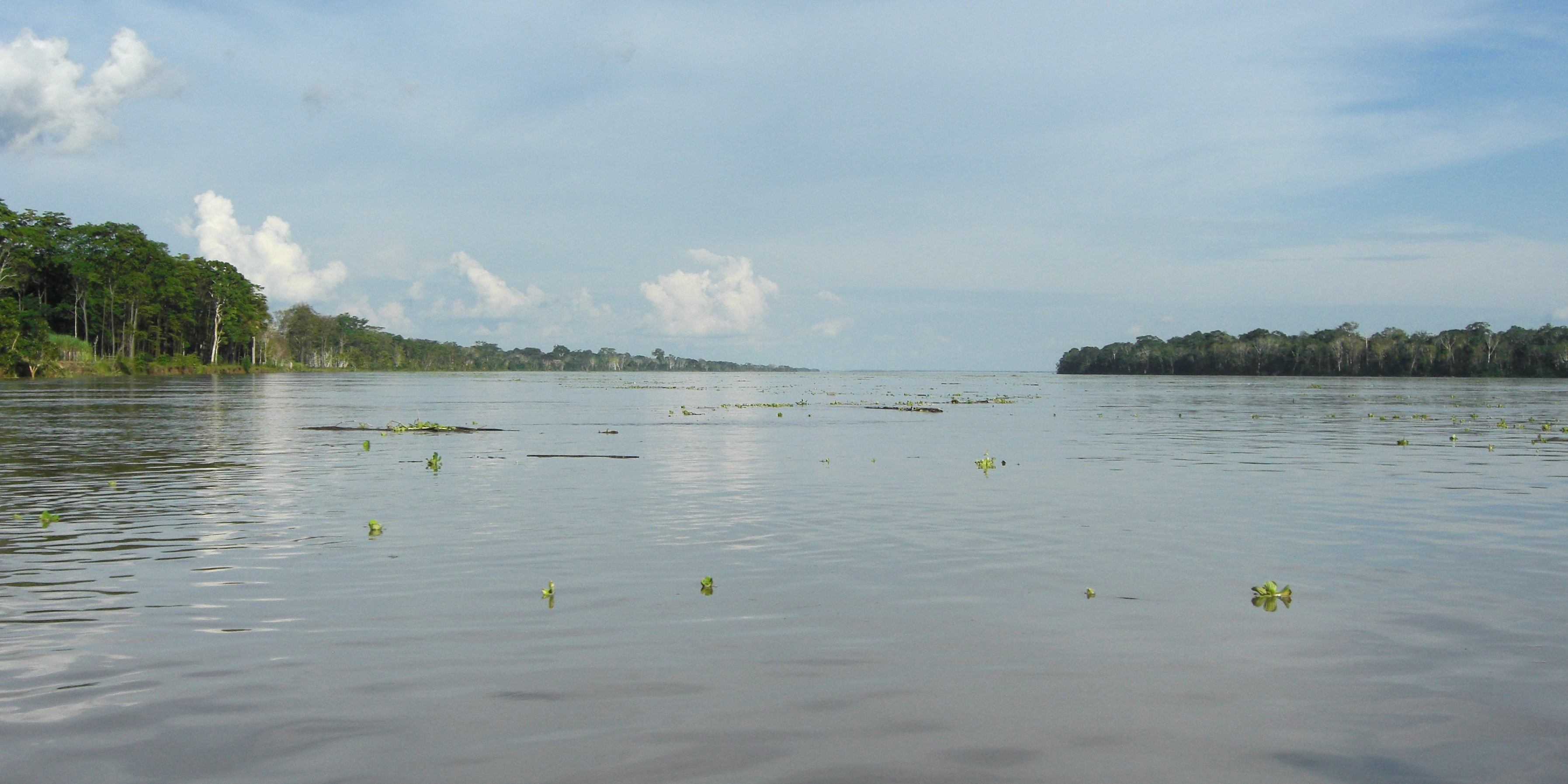
Амазонка
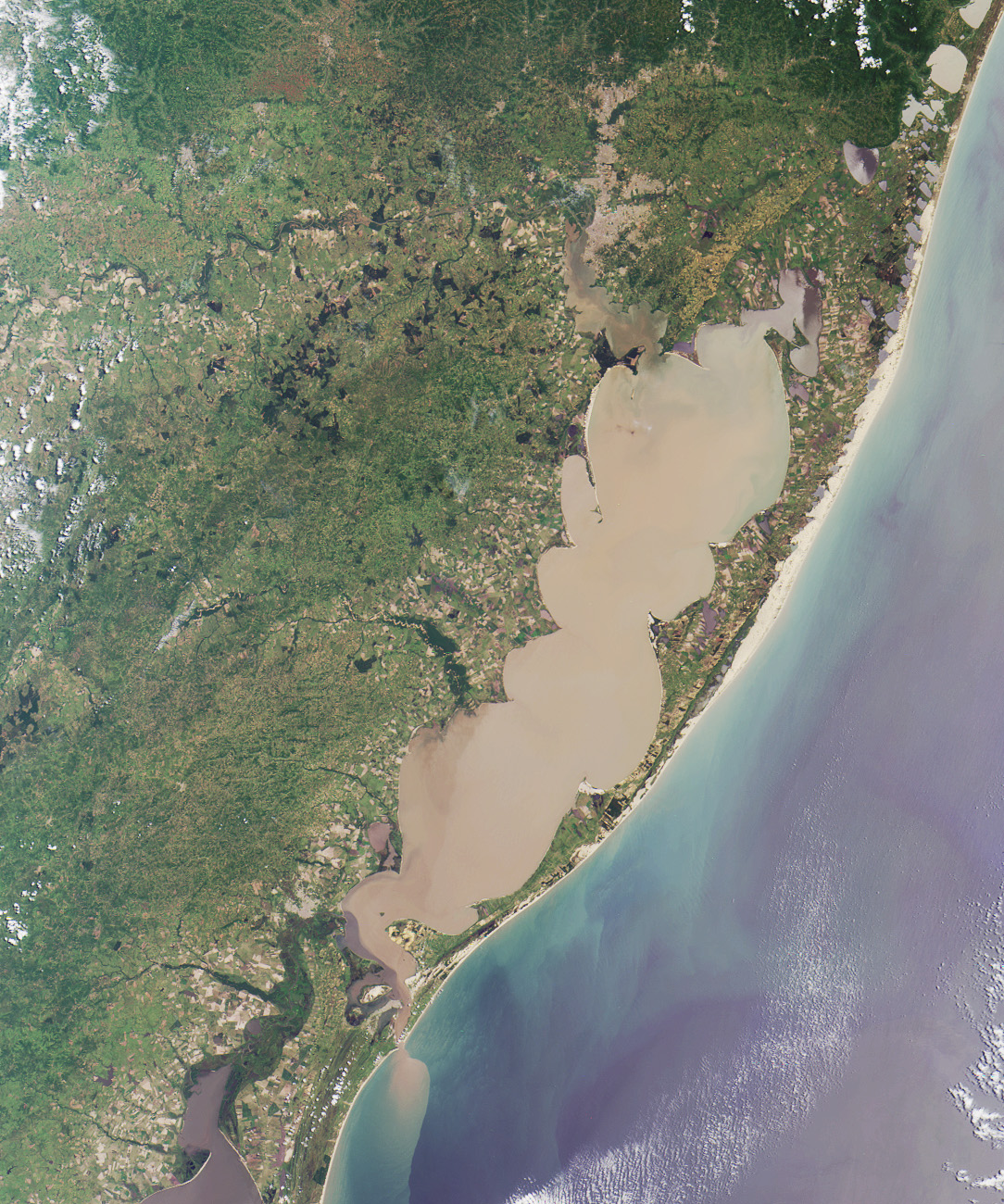
Лагуна Патус з космоса

### Річки
Річки країни належать басейну Атлантичного океану. Найбільша річка в Бразилії, найбільш повноводна і одна з найдовших у світі — Амазонка. Річкова мережа дуже густа. Уся Амазонія, південь Гвіанського і північна частина Бразильського плоскогір'їв зрошуються системою річки Амазонка. Південь Бразильського плоскогір'я — системами річок Уругвай і Парана, захід — притокою Парани — річкою Парагвай, схід належить до басейну річки Сан-Франсиску, північно-східна і східна окраїни плоскогір'я зрошуються короткими річками, що впадають безпосередньо в Атлантичний океан (найбільша річка — Парнаїба). Лише Амазонка зі своїми західними і східними притоками повноводна протягом усього року і судноплавна. Усі річки Бразильського плоскогір'я (крім річок крайнього півдня) мають різкі коливання витрат води з бурхливими паводками (звичайно влітку), буяють порогами і водоспадами (у тому числі Ігуасу на однойменній притоці Парани, Урубупунга і Сеті-Кедас — на Парані, Паулу-Афонсу — на Сан-Франсиску), мають великі запаси гідроенергії (на них збудовані греблі Ясірета та Ітайпу), але судноплавні лише на коротких ділянках, за винятком Парнаїби і Сан-Франсиску.

### Озера
Найбільшим озером країни слугує лагуна Патус, загальна площа водного дзеркала 9850 км².

### Болота
Найбільше болото країни — Пантанал.

## Рослинність

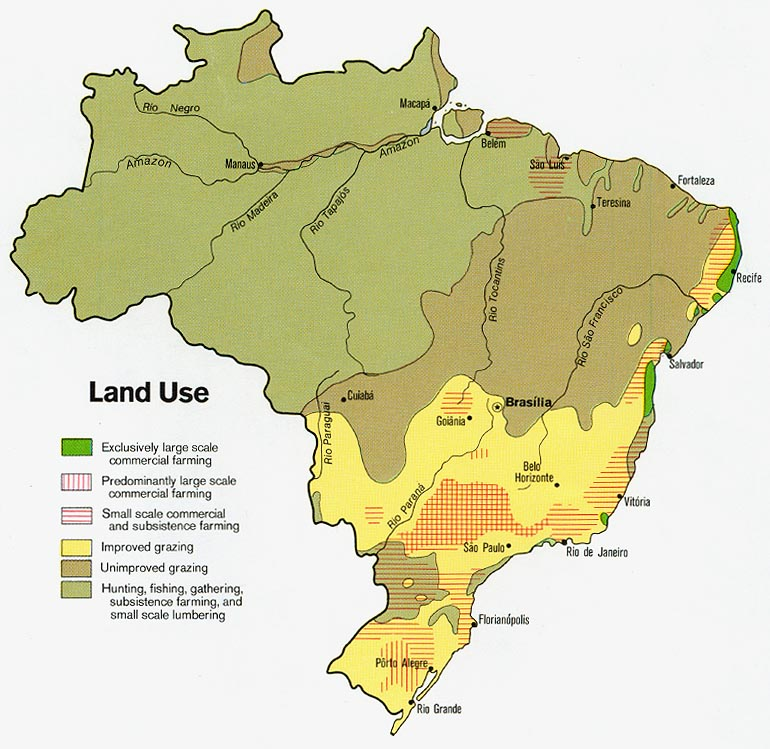
Використання земель, 1977 рік

Багатство рослинного покриву Бразилії багато в чому обумовлене різноманітністю географічних, кліматичних, ґрунтових і гідрогеологічних умов країни. Тропічний ліс, який покриває басейн Амазонки, становить майже половину тропічних лісів на Землі.
Земельні ресурси Бразилії (оцінка 2011 року):
- придатні для сільськогосподарського обробітку землі — 32,9 %,
  - орні землі — 8,6 %,
  - багаторічні насадження — 0,8 %,
  - землі, що постійно використовуються під пасовища — 23,5 %;
- землі, зайняті лісами і чагарниками — 61,9 %;
- інше — 5,2 %[1].

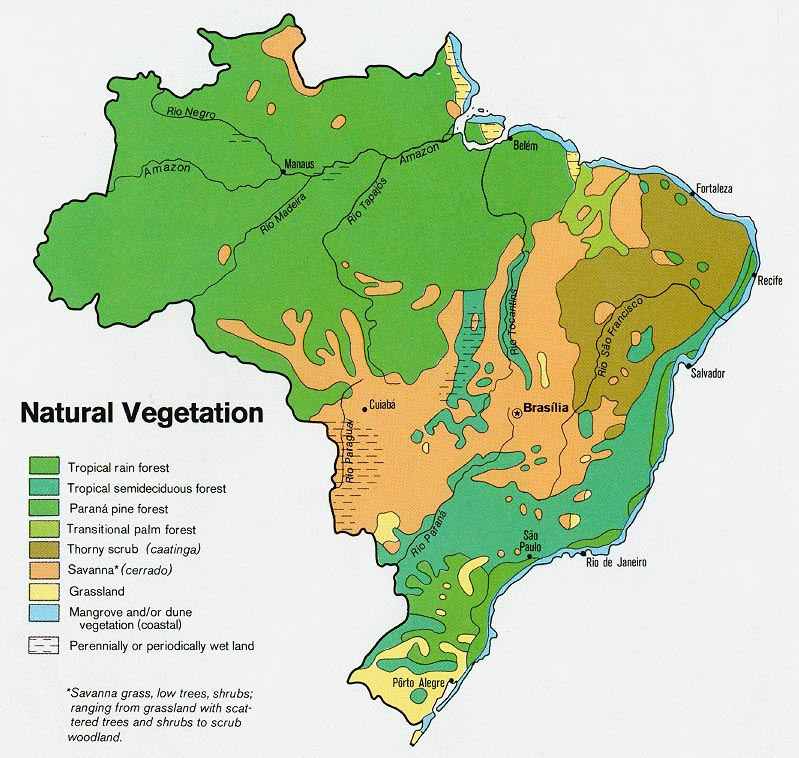
Рослинний покрив, 1977 рік

### Сельва (вологий тропічний ліс)
Сельву називають «легенями планети». За підрахунками, рослинність басейну Амазонки «виробляє» до 40 відсотків кисню, що дають рослини планети. Завдяки великій кількості опадів і високим температурам протягом всього року в басейні Амазонки і на узбережжі Атлантичного океану між Салвадором і Сантусом широко поширена сельва (selva). Це високостовбурний вологий ліс, що складається з різноманітних деревних порід, із слабо вираженим підліском, який добре розвинений тільки в більш освітлених місцях. Стовбури дерев прямі, крони зонтичні, характерний велика кількість ліан. При незначних сезонних коливаннях температури і вологості кожна деревна порода слідує своєму індивідуальному циклу цвітіння, плодоношення і розсіювання насіння, тому у всі пори року ліс в цілому виглядає приблизно однаково. На затоплюваних під час повеней ділянках, головним чином в долині Амазонки, гідрофільні пальми, деревоподібні папороті і інші рослини нижнього ярусу підіймаються до висоти 8 м над очеретяними і осоковими болотами. У більш освітлених ділянках лісу ліани, що шалено розрослися, і епіфіти (непаразитичні рослини, що селяться на інших, вищих і стійкіших деревах) перетворюють ліс на непрохідні джунглі. Велика кількість світла, тепла і вологи забезпечує розвиток пишної пологової рослинності, компенсуючи бідність ґрунтів у вологих тропічних лісах. В умовах теплого вологого клімату органічний опад дуже швидко мінералізується грибами і бактеріями, тому тут утворюється вкрай мало гумусу, а поживні речовини, необхідні для вирощування сільськогосподарських культур, під час злив вимиваються з верхніх горизонтів ґрунту. Індіанці пристосувалися до низької родючості ґрунтів. У цих районах застосовується перелогова система землеробства: протягом декількох років з поля знімається урожай, після чого воно закидається, а під посіви розчищається нова ділянка лісу. Такий тип господарювання, звичайно, можливий тільки в малонаселених районах. Лісовідновлення в подібних умовах досить швидко здійснюється природним чином, проте лише до певної межі.

### Мата (напівлистопадний ліс)
Тропічний і субтропічний напівлистопадний ліс — мата або атлантичний ліс — покриває схід Бразильського нагір'я, де опадів випадає менше, ніж необхідно для розвитку сельви, середньорічні температури нижчі і чітко виражений сухий сезон, протягом якого багато дерев скидають листя. Такий ліс росте в місцях близького залягання ґрунтових вод і на ґрунтах, що добре зберігають вологу. Дерева вегетують цілий рік, густий деревостій складається в основному з високих вічнозелених широколистяних порід з невеликою домішкою листопадних. Він найхарактерніший для деяких районів штату Сан-Пауло і півдня штату Мінас-Жерайс. На рихлих піщаних ґрунтах при глибокому заляганні ґрунтових вод домінують менш цінні в господарському відношенні сухі ліси (mata seca), а по берегах річок — флористично багатші галерейні ліси. Сухі ліси займають величезні площі на пісковикових плато у внутрішній частині штату Баїя, а також в північній половині штату Мінас-Жерайс.

### Кампос (савани)
У штатах Мату-Гросу, Мату-Гросу-ду-Сул, Гояс і Токантінс широко поширені співтовариства з листопадних дерев і саванних злаків. Вони тягнуться вузькою смугою на захід від річки Сан-Франсиску через весь штат Піауї майже до атлантичного узбережжя. Розрізняють три типу саван. Рідколіссі кампос серрадос або просто серрадо (cerrado) з чагарниками і розрідженими низькорослими деревами широко зустрічаються на півдні Мату-Ґросу і на заході Мату-Гросу-ду-Сул. На сухіших і легших ґрунтах переважають кампос сужос з низькорослими чагарниками і деревами, що ростуть відособлено або невеликими групами. Далі до заходу, в Мату-Гросу і Пантаналі, на межиріччях розкинулися відкриті трав'янисто-злакові савани без дерев — кампос лімпос. Уздовж річок тут звичайно тягнуться галерейні ліси з могутніших, ніж в саванах, дерев.

### Каатинга
На посушливому північному сході країни поширена каатинга — рідколісся, що складається з колючих листопадних дерев і чагарників.

### Пантанал

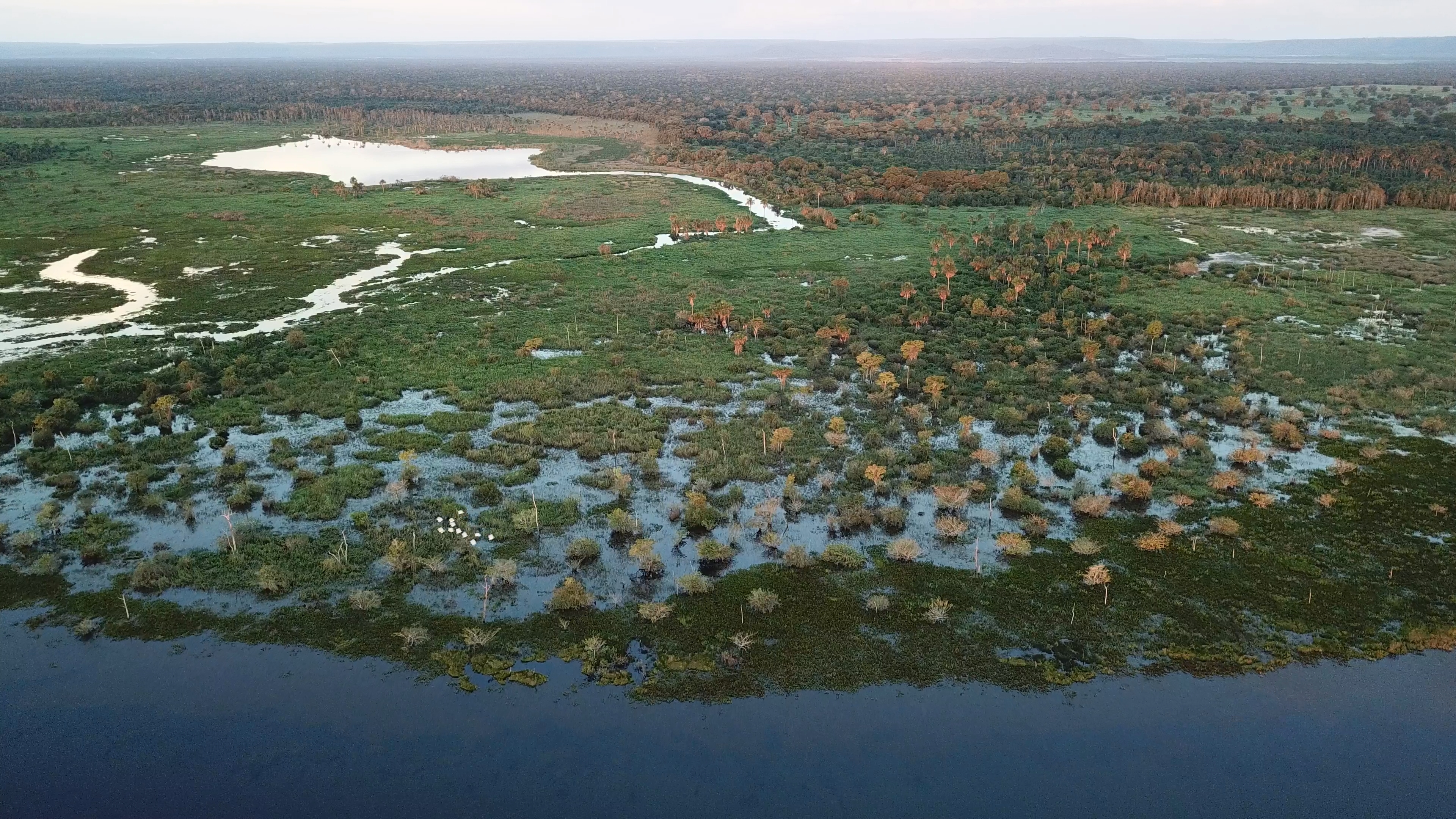
Пантанал

Найбільша заболочена територія у світі — Пантанал. Він розташований на південь від амазонської сельви і на північний захід від серрадо, та підлягає впливу обох екосистем. Відмінною рисою Пантаналу є повені, які під час сезону дощів затоплюють 80 % його території. Ця екосистема має найбільшу різноманітність водних рослин та загалом найвищу концентрацію флори і фауни у світі.

### Араукарієвий ліс
На території трьох південних штатів Бразилії, там, де бувають заморозки, з'являються типові для субтропіків вічнозелені змішані (листяно-хвойні) ліси — араукарієвий ліс або пінерайя, які одержали свою назву від бразильської араукарії (Araucaria angustifolia, також відома як «сосна Парани»). Це дерево має хорошу будівельну деревину, що є однією з важливих статей експорту Бразилії. Хоча пінераї сильно постраждали від інтенсивної експлуатації, чисті густі деревостої ще зустрічаються на лавових плато. Тут же росте широколистяна порода — гостролист парагвайський. З його листя готують тонізуючий «парагвайський чай», або «мате».

### Прерії
На високих плато чотирьох південних штатів Бразилії зустрічаються ділянки злакових прерій або пампасів (pampas), характерних для помірних широт. Їх площа збільшується на півдні штату Ріу-Ґранді-ду-Сул, де дерева виростають тільки в долинах, а межиріччя покриті хвилястим килимом степових трав.

### Мангрові ліси

Заболочені території, які знайдені в багатьох місцях уздовж бразильського узбережжя, де річки вливаються в Атлантичний океан, вкриті мангровими лісами. Більша частина їх знищена на сьогоднішній день. Ці вражаючі екосистеми все ще можуть бути знайдені в області Лагамар на межі штатів Сан-Паулу і Парана, бухті Камаму (Баїя), дельті річки Парнаїба (Піауї) і навколо гирла Амазонки.

## Тваринний світ
Зоогеографічно територія країни належить до Гвіано-Бразильської підобласті Неотропічної області: Амазонська низовина — до Амазонської провінції, Бразильське нагір'я — до Нагірно-Бразильської провінції, південне атлантичне узбережжя — до Приморської провінції.

## Стихійні лиха та екологічні проблеми
На території країни спостерігаються небезпечні природні явища і стихійні лиха: сезонні посухи на нагір'ї північного сходу; повіді і зрідка приморозки на півдні.
Серед екологічних проблем варто відзначити:
- Знеліснення в басейні Амазонки руйнує біотопи великої кількості ендемічних і ще недосліджених видів рослин і тварин, індіанців-аборигенів. Найбільша проблема, яка в 1980-х привернула міжнародну увагу до Бразилії. Серед латиноамериканських країн, Бразилія все ще має найбільшу частину (66 %) території вкриту лісами, але вирубка і спалювання лісів у 1980-х все ще продовжувалися тривожними темпами. Більша частина вирубки проводилася силами великих корпоративних господарств і лише незначна — дрібними фермерами. Вирубка лісів в Амазонії, знизилася з середнього рівня в 22 тис. квадратних кілометрів за рік протягом 1970-88 до близько 11 тис. квадратних кілометрів за рік між 1988 і 1991. Хоча частково зміни пояснюються варіаціями в кількості опадів, основною причиною зниження вважають економічну кризу 1987 року, яка знизила наявність капіталу для значних робіт з вирубки та привела до зменшення можливостей міграції. Міграція до Амазонії також знизилася завдяки ефективнішому контролю з боку державних органів і змінам в громадській думці про навколишнє середовище. Технічні зміни, які викликали частковий перехід від горизонтального розширення сільського господарства до збільшення продуктивності, також пояснюють зменшення темпів вирубки лісу.
- Деградація водно-болотних угідь. В областях, де сільське господарство інтенсивне і розвинене, виникають серйозні проблеми ерозії ґрунту, замулення і седиментації в річках і забруднення пестицидами. Розширення пасовищ для рогатої худоби скоротило число видів диких тварин в саванах, особливо в штаті Санта-Катаріна.

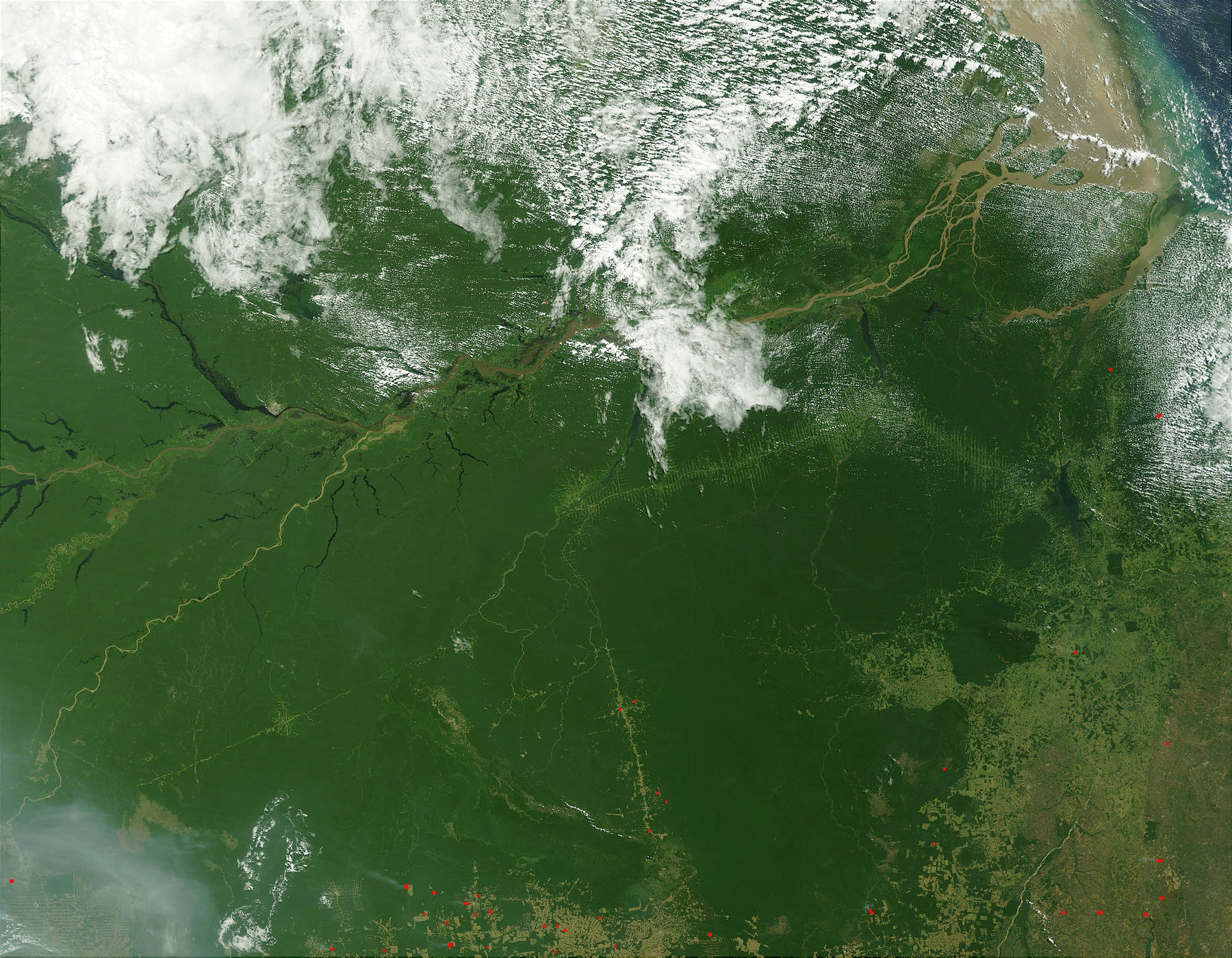
Вирубка амазонських лісів з космосу, 2002 рік
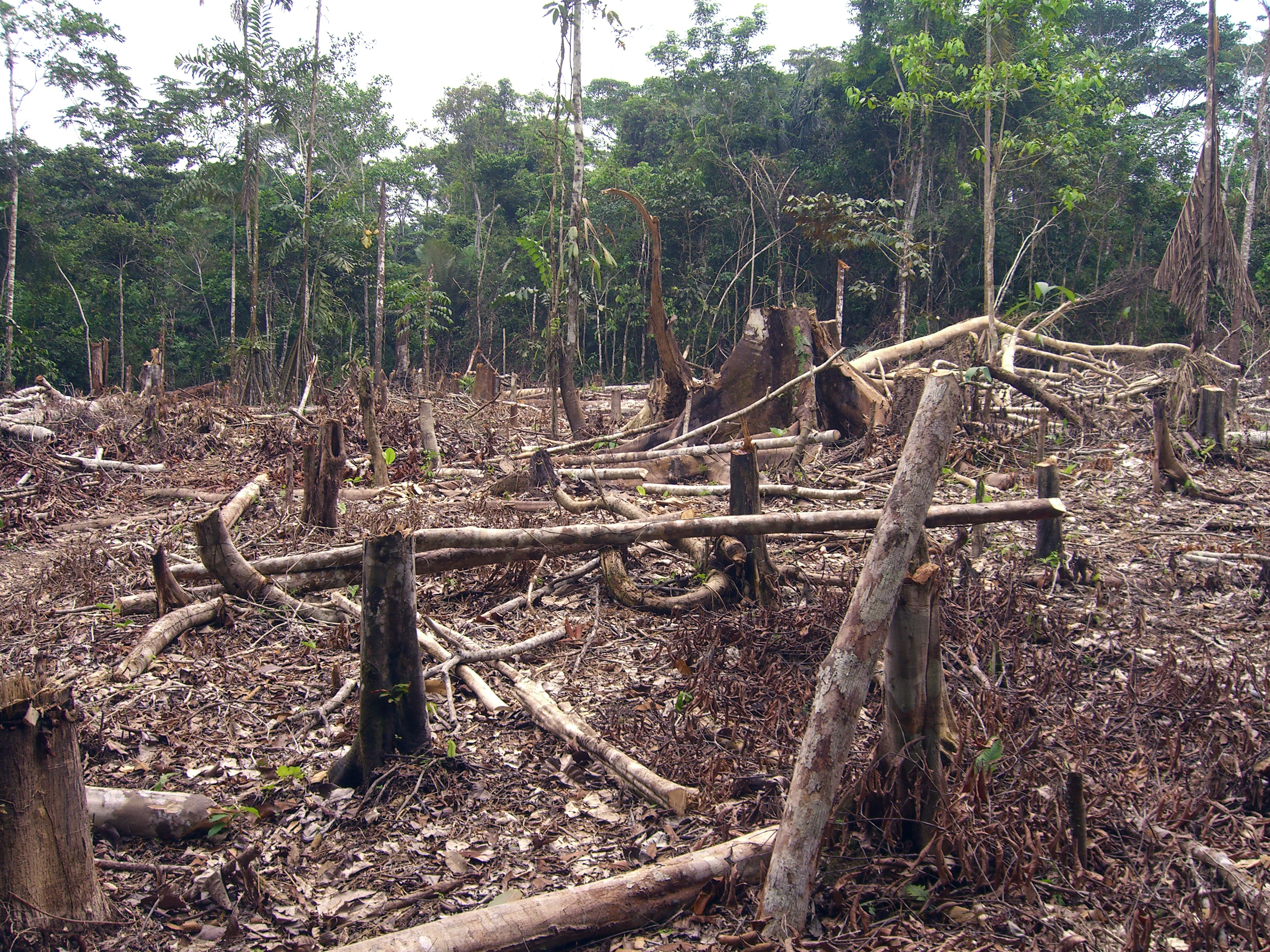
Вирубка лісів у Колумбії
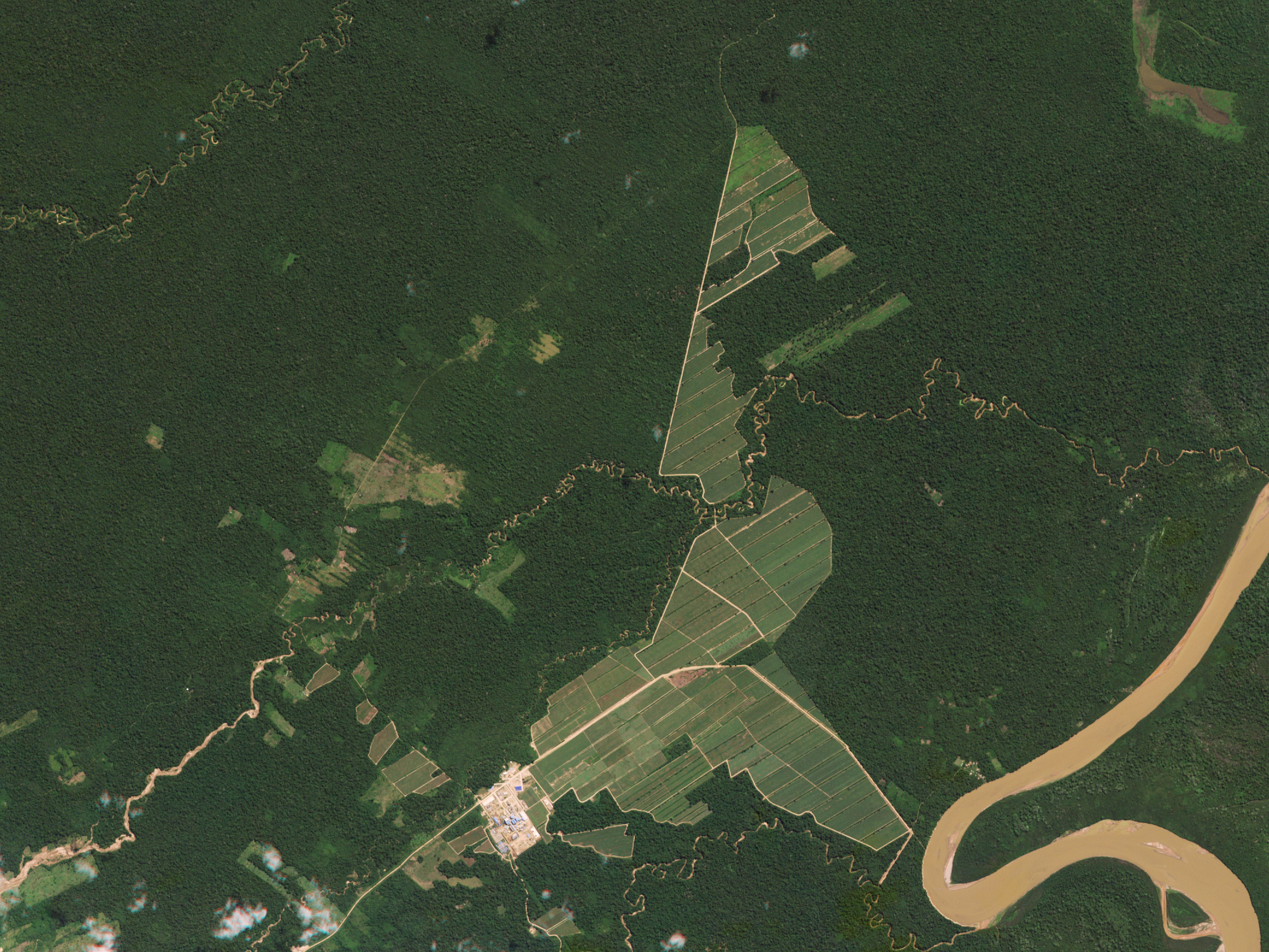
Вирубка лісів у Болівії

- Деградація земель і забруднення вод внаслідок інтенсивного розвитку гірничої промисловості.
- Незаконний збір і торгівлю рідкісними видами тварин.
- Забруднення повітря і вод у таких великих промислових центрах як Сан-Паулу та Ріо-де-Жанейро. У той самий час екологічні проблеми пов'язані з недостачею санітарії ще існують в деяких районах Бразилії, особливо в середніх і малих містах. Екологічні проблеми міст почали привертати більшу увагу суспільства і уряду в 1990-х.
- Нафтові плями в акваторії великих морських портів.
- Опустелювання, інша серйозна екологічна проблема в Бразилії, привернула міжнародну увагу після конференції Організації Об'єднаних Націй з навколишнього середовища і розвитку, також відомої як «Саміт Землі», що пройшла в Ріо-де-Жанейро в червні 1992. Опустелювання означає, що ґрунти і рослинність посушливих земель серйозно погіршуються, не обов'язково що територія перетворюється на пустелю. На початку 1990-х стало очевидним що напівпосушлива каатинга Північного сходу та деяких інших районів втратила свою природну рослинність і в результаті стала майже безводною.

## Охорона природи
Бразилія є учасником ряду міжнародних угод з охорони навколишнього середовища:
- Мадридського протоколу про охорону навколишнього середовища до Договору про Антарктику,
- Конвенції про біологічне різноманіття (CBD),
- Рамкової конвенції ООН про зміну клімату (UNFCCC),
- Кіотського протоколу до Рамкової конвенції,
- Конвенція ООН про боротьбу з опустелюванням (UNCCD),
- Конвенції про міжнародну торгівлю видами дикої фауни і флори, що перебувають під загрозою зникнення (CITES),
- Конвенції про заборону військового впливу на природне середовище (ENMOD),
- Базельської конвенції протидії транскордонному переміщенню небезпечних відходів,
- Конвенції з міжнародного морського права,
- Лондонської конвенції про запобігання забрудненню моря скиданням відходів,
- Монреальського протоколу з охорони озонового шару,
- Міжнародної конвенції запобігання забрудненню з суден (MARPOL),
- Міжнародної угоди про торгівлю тропічною деревиною 1983 і 1994 років,
- Рамсарської конвенції із захисту водно-болотних угідь[10],
- Міжнародної конвенції з регулювання китобійного промислу[1].

## Фізико-географічне районування
У фізико-географічному відношенні територію Бразилії можна розділити на п'ять районів, що відрізняються один від одного рельєфом, кліматом, рослинним покривом.

### Атлантична прибережна рівнина
Уздовж Атлантичного узбережжя тягнеться прибережна рівнина, яка сильно звужується в межах штатів Ріо-де-Жанейро і Еспіриту-Санту, де уступи Бразильського нагір'я підходять близько до океану. Північна частина прибережної рівнини тягнеться від штату Ріу-Ґранді-ду-Норті до Еспіриту-Санту, а південна частина займає узбережжя штатів Санта-Катаріна і Ріу-Гранді-ду-Сул. Перехід від рівнини до нагір'я, поступовий на крайній півночі, в південних районах стає різкішим. З боку океану берегова рівнина оточена піщаними пляжами, лагунами і болотами. Нечисленні зручні природні гавані знаходяться там, де гори підступають до самого берега. Наочним прикладом служить гавань Ріо-де-Жанейро — бухта Гуанабара. Порт Сантус був штучно створений на дренованій прибережній низовині.
Ширина прибережної рівнини — від 80 км на півдні до менш ніж 16 км на півночі. На ділянці від Ріо-де-Жанейро до Ріу-Гранді-ду-Норті простежується вузька смуга з плосковершинними столовими останцями висотою від 45 до 150 м, складеними субгоризонтально залягаючими пластами пісковиків. На захід від цієї смуги підіймається край нагір'я, місцями до 900 м над рівнем моря. На південь від штату Баїя осадковий покрив прибережної рівнини місцями прорваний гранітними останцями, подібними знаменитій горі Пан-ді-Асукар (букв. — «цукрова голова») над бухтою Гуанабара в Ріо-де-Жанейро. Родючі червоноколірні ґрунти розвинені в дельтах річок Ріо-Досі та Жекичіньонья і у підніжжя гранітних останців, де накопичилися продукти вивітрювання корінних порід; у цих місцевостях майже 400 років вирощуються бавовник, тютюн, какао і цукрова тростина.

### Басейн Амазонки
Більшу частину північної Бразилії займає водозбірний басейн р. Амазонки і її великих приток Токантінс, Шінгу, Тапажос, Мадейра, Пурус, Журуа, Жапура і Ріу-Негру. Це найбільша низовина земної кулі, що займає площу 1,8 млн км², одна з найменш населених і найменш освоєних територій. На заході ця низовина найбільш широка — до 1 290 км з півночі на південь, вона сильно звужується у міста Сантарен, де відстань між Гвіанським і Бразильським нагір'ями становить всього 240 км. Нижче точки впадання річки Шингу низовина знову сильно розширюється, там же починається гирло Амазонки. Річки басейну Амазонки виносять в океан в середньому за рік понад 1 млрд т мулисто-піщаних наносів, проте через тектонічне зниження в пригирловій зоні річка не може створити обширну дельту, і в гирлі утворився острів Маражо, що складається з алювію. Каламутні жовті води Амазонки простежуються в Атлантичному океані на відстані до 300 км від гирла. На режим Амазонки впливають морські припливні хвилі, які досягають висоти 5 м і розповсюджуються вгору по річці на 1 400 км, заливаючи низькі заплави — ігапó.
На основній річці і її притоках бувають повені, що приводять до затоплення зони шириною до 80 км. Проте, як правило, паводки розповсюджуються уподовж русел річок, а між ними підносяться межиріччя, покриті деревами або трав'янистою рослинністю, які ніколи не затопляються. Повноводність Амазонки пояснюється тим, що її північні і південні притоки знаходяться в різних півкулях; відповідно, паводки припадають на різні пори року: на правих притоках — з жовтня по квітень (літній сезон в Південній півкулі), на лівих — з квітня по жовтень (літній сезон в Північній півкулі). Відповідно, сезонні коливання стоку на Амазонці згладжені. Середній річний стік цієї річки становить приблизно 7 тис. куб. км — близько 15 % річного стоку всіх річок Землі. Амазонка судноплавна на всьому своєму протязі в межах Бразилії і далі вгору за течією до міста Ікітос в Перу, на відстані 3 700 км від Атлантичного океану.

### Гвіанське нагір'я
Ґвіанське нагір'я в морфоструктурному плані є північним продовженням Бразильського нагір'я, але відокремлено від нього Амазонською низовиною. Ґвіанське нагір'я займає північнішу частину Бразилії. Його вершини — гора Ла-Небліна (2 994 м) на кордоні з Венесуелою і гора Рорайма (2 772 м) на стику кордонів Бразилії, Венесуели і Гаяни. У штаті Амапа розробляються родовища марганцю.

### Бразильське нагір'я
Майже всю південну половину Бразилії займає обширне Бразильське нагір'я. Там зосереджена більша частина родючих земель і найцінніших корисних копалин. Східний край нагір'я, на схід від річки Парана, густо населений. Малонаселені посушливі внутрішні райони нагір'я, включаючи басейн річки Сан-Франсиску, називаються сертанами (sertão). Східна околиця нагір'я на північ від Ріо-де-Жанейро має ступінчасту будову: круті скелі, обернені схилами до океану, підносяться грядами, одна над іншою. На південь від Ріо-де-Жанейро уступ нагір'я досягає великої висоти і справляє значне враження, постаючи у вигляді масивної стіни. Вона називається Великим уступом, а окремі її ділянки — Серра-Жерал, Серра-ду-Мар, Серра-ду-Паранапіакаба тощо. Далі вглиб країни паралельно берегу і краю уступу тягнеться ряд масивних гірських хребтів. Найвищий з них — Серра-да-Мантикейра та її частина Серра-ду-Капарао з вершиною Бандейра (2891 м). В межах хребта Серра-ду-Еспіньясу в центральній частині штату Мінас-Жерайс зосереджені найбільші в країні запаси корисних копалин. Гребінь уступу місцями прорізаний долинами річок Жекичіньонья, Ріо-Досі і Параїба, з них тільки по плоскодонній долині Ріу-Досі легко проникнути у внутрішні райони країни. Долина річки Параїба тягнеться майже паралельно берегу океану, і до неї приурочені залізниця й автомобільна дорога, що сполучають міста Ріо-де-Жанейро і Сан-Паулу.
На південному заході Бразильського нагір'я річка Парана і її притоки перетинають дуже плоску поверхню лавового плато Парани. Тут річка Парана і її притока Ігуасу течуть в широких неглибоких долинах, врізаних в стародавні субгоризонтально розташовані товщі діабазів. Ці річки падають з краю плато, утворюючи величезні водоспади Ґуаїра (зараз затоплені водосховищем греблі Ітайпу) (на межі Бразилії і Парагваю), і Ігуасу (на стику меж Бразилії, Аргентини і Парагваю), які належать до найвищих у світі. Далі на захід в штатах Мату-Гросу, Мату-Гросу-ду-Сул і Гояс переважають обширні плоскі плато на висотах між 600 і 1200 м. Нечисленне місцеве населення дотепер продовжує процес первинного освоєння території. Основне заняття — тваринництво, хоча у минулому тут час від часу видобувалися корисні копалини, в основному золото і алмази. На північ від столових плато тягнуться тропічні ліси Амазонської низовини, а на південному заході штату Мату-Гросу-ду-Сул крутий уступ гірської гряди Серра-да-Бодокена підноситься над низовинами басейну річки Парагвай.

### Пантанал
Невелика ділянка басейну річки Парагвай, розташована на заході штату Мату-Гросу-ду-Сул і на півдні штату Мату-Гросу, створює обширну западину Пантанал, яка використовується для випасу худоби. Сюди регулярно відгонять таких невибагливих тварин, як зебу. Природні умови цього району вельми контрастні. Повені у вологий літній сезон чергуються із зимовими посухами. У затоплюваних частинах Пантанала вкриті травою рівнини відрізняються кращими кормовими ресурсами, а в більш піднесених районах у складі рослинності переважають грубі злаки і чагарники, придатні лише для випасу найвимогливіших порід худоби. Головне місто Пантанала, Корумба, порт у верхній течії річки Парагвай, зв'язаний залізницею з Сан-Паулу. Це найзахідніший кінцевий пункт залізничної системи Бразилії.

### Українською
- Атлас світу / голов. ред. І. С. Руденко ; зав. ред. В. В. Радченко ; відп. ред. О. В. Вакуленко. — К. : ДНВП «Картографія», 2005. — 336 с. — ISBN 9666315467.
- Атлас. 7 клас. Географія материків і океанів / Укладачі О. Я. Скуратович, Н. І. Чанцева. — К. : ДНВП «Картографія», 2014.
- Бєлозоров С. Т. Географія материків. — К. : Вища школа, 1971. — 371 с.
- Барановська О. В. Фізична географія материків і океанів : навч. посіб. для студентів ВНЗ : [у 2 ч.]. — Н. : Ніжинський державний університет ім. Миколи Гоголя, 2013. — 306 с. — ISBN 978-617-527-106-3.
- Бразилія // Гірничий енциклопедичний словник : [у 3-х тт.] / за ред. В. С. Білецького. — Д. : Східний видавничий дім, 2004. — Т. 3. — 752 с. — ISBN 966-7804-78-X.
- Дубович І. А. Країнознавчий словник-довідник. — 5-те вид., перероб. і доп. — К. : Знання, 2008. — 839 с. — ISBN 978-966-346-330-8.
- Економічна і соціальна географія країн світу. Навчальний посібник / За ред. Кузика С. П. — Л. : Світ, 2002. — 672 с. — ISBN 966-603-178-7.
- Панасенко Б. Д. Фізична географія материків : навч. посіб. : в 2 ч. — В. : ЕкоБізнесЦентр, 1999. — 200 с.
- Юрківський В. М. Регіональна економічна і соціальна географія. Зарубіжні країни: Підручник. — 2-ге. — К. : Либідь, 2001. — 416 с. — ISBN 966-06-0092-5.

### Англійською
- (англ.) Brazil: A Country Study / Rex A. Hudson, ed. — Washington : GPO for the Library of Congress, 1997. — 658 с.
- (англ.) Graham Bateman. The Encyclopedia of World Geography. — Andromeda, 2002. — 288 с. — ISBN 1871869587.

### Російською
- (рос.) Бразилия // Бразилия // Латинская Америка. Энциклопедический справочник [в 2-х тт.] / Главный редактор В. В. Вольский. — М. : Советская энциклопедия, 1979. — Т. 1. А-К. — 576 с.
- (рос.) Авакян А. Б., Салтанкин В. П., Шарапов В. А. Водохранилища. — М. : Мысль, 1987. — 326 с. — (Природа мира)
- (рос.) Алисов Б. П., Берлин И. А., Михель В. М. Курс климатологии [в 3-х тт.] / под. ред. Е. С. Рубинштейна. — Л. : Гидрометиздат, 1954. — Т. 3. Климаты земного шара. — 320 с.
- (рос.) Апродов В. А. Вулканы. — М. : Мысль, 1982. — 368 с. — (Природа мира)
- (рос.) Апродов В. А. Зоны землетрясений. — М. : Мысль, 2010. — 462 с. — (Природа мира) — ISBN 978-5-244-01122-7.
- (рос.) Букштынов А. Д., Грошев Б. И., Крылов Г. В. Леса. — М. : Мысль, 1981. — 316 с. — (Природа мира)
- (рос.) Власова Т. В. Физическая география материков. С прилегающими частями океанов. Южная Америка, Африка, Австралия и Океания, Антарктида. — 4-е, перераб. — М. : Просвещение, 1986. — 269 с.
- (рос.) Гвоздецкий Н. А. Карст. — М. : Мысль, 1981. — 214 с. — (Природа мира)
- (рос.) Гвоздецкий Н. А., Голубчиков Ю. Н. Горы. — М. : Мысль, 1987. — 400 с. — (Природа мира)
- (рос.) Дорст Ж. Центральная и Южная Америка. — М. : Прогресс, 1977. — 318 с. — (Континенты, на которых мы живем)
- (рос.) Географический энциклопедический словарь: географические названия / под. ред. А. Ф. Трёшникова. — 2-е изд., доп. — М. : Советская энциклопедия, 1989. — 585 с. — ISBN 5-85270-057-6.
- (рос.) Исаченко А. Г., Шляпников А. А. Ландшафты. — М. : Мысль, 1989. — 504 с. — (Природа мира) — ISBN 5-244-00177-9.
- (рос.) Каплин П. А., Леонтьев О. К., Лукьянова С. А., Никифоров Л. Г. Берега. — М. : Мысль, 1991. — 480 с. — (Природа мира) — ISBN 5-244-00449-2.
- (рос.) Словарь современных географических названий / под общей редакцией акад. В. М. Котлякова. — Екатеринбург : У-Фактория, 2006.
- (рос.) Литвин В. М., Лымарев В. И. Острова. — М. : Мысль, 2010. — 288 с. — (Природа мира) — ISBN 978-5-244-01129-6.
- (рос.) Лобова Е. В., Хабаров А. В. Почвы. — М. : Мысль, 1983. — 304 с. — (Природа мира)
- (рос.) Максаковский В. П. Географическая картина мира. Книга I: Общая характеристика мира. — М. : Дрофа, 2008. — 495 с. — ISBN 978-5-358-05275-8.
- (рос.) Максаковский В. П. Географическая картина мира. Книга II: Региональная характеристика мира. — М. : Дрофа, 2009. — 480 с. — ISBN 978-5-358-06280-1.
- (рос.) Бразилия // Поспелов Е. М. Топонимический словарь. — М. : АСТ, 2005. — 229 с. — ISBN 5-17-016407-6.
- (рос.) Физико-географический атлас мира. — М. : Академия наук СССР и Главное управление геодезии и картографии ГУГК СССР, 1964. — 298 с.
- (рос.) Энциклопедия стран мира / глав. ред. Н. А. Симония. — М. : НПО «Экономика» РАН, отделение общественных наук, 2004. — 1319 с. — ISBN 5-282-02318-0.